# 5978 Камінокуні
5978 Камінокуні (5978 Kaminokuni) — астероїд головного поясу, відкритий 16 листопада 1992 року.
Тіссеранів параметр щодо Юпітера — 3,626.